# Campeonato Mancomunado Centro-Aragón 1931-32
El Campeonato Mancomunado Centro-Aragón de 1931-32 fue la 30.ª edición del Campeonato Regional Centro. Fue disputado entre septiembre y diciembre de 1931, y contó por primera vez con equipos de la federación aragonesa de fútbol, como parte de las divisiones territoriales de la Real Federación Española de Fútbol para conformar los Mancomunados.
Este torneo en forma de liguilla de todos contra todos, fue la decimonovena ocasión en la que salía vencedor el Madrid Football Club, quien perdía sus alusiones monárquicas tras la instauración de la Segunda República en abril de 1931.
Los partidos se jugaron en tres meses, entre el 20 de septiembre y el 12 de diciembre de 1931, un total de 30 encuentros.
En el campeonato participaron seis equipos de las federaciones madrileña o centro, la castellano-leonesa y la aragonesa, debido a la reestructuración de los campeonatos regionales. El procedente de la Federación Aragonesa se sumó al torneo al desdoblarse el Campeonato Regional de Aragón entre los Mancomunados.
Los equipos que disputaron esta edición fueron; Madrid Football Club, Athletic Club de Madrid, Club Deportivo Nacional de Madrid, Iberia Sport Club, Club Valladolid Deportivo y Castilla Football Club, en el que el Madrid F. C. se proclamó vencedor con varias jornadas de antelación, con seis punto más que el Nacional de Madrid —club novel que  firmó su mejor clasificación en la historia del campeonato—. En cambio, los madrileños lograban su cuarto título consecutivo, y primero bajo el formato de Mancomunado.

## Tablas de clasificación
|     | Equipo               | Puntos | Jug. | Gan. | Emp. | Per. | G.F. | G.C. |
| --- | -------------------- | ------ | ---- | ---- | ---- | ---- | ---- | ---- |
| 1.º | Madrid F. C.         | 17     | 10   | 8    | 1    | 1    | 40   | 8    |
| 2.º | C. D. Nacional       | 11     | 10   | 5    | 1    | 4    | 13   | 12   |
| 3.º | Athletic de Madrid   | 10     | 10   | 4    | 2    | 4    | 17   | 14   |
| 4.º | Valladolid Deportivo | 9      | 10   | 4    | 1    | 5    | 12   | 26   |
| 5.º | Iberia S. C.         | 7      | 10   | 3    | 1    | 6    | 14   | 18   |
| 6.º | Castilla F. C.       | 6      | 10   | 3    | 0    | 7    | 9    | 27   |

|                      | MAD | NAC | ATH | VAL | IBE | CAS |
| -------------------- | --- | --- | --- | --- | --- | --- |
| Madrid F. C.         |     | 3-1 | 3-1 | 6-0 | 2-1 | 9-0 |
| C. D. Nacional       | 2-0 |     | 0-2 | 2-0 | 3-1 | 3-2 |
| Athletic de Madrid   | 3-3 | 0-0 |     | 5-0 | 0-3 | 2-1 |
| Valladolid Deportivo | 0-6 | 1-0 | 2-4 |     | 2-1 | 5-1 |
| Iberia S. C.         | 0-6 | 1-2 | 1-0 | 1-1 |     | 5-0 |
| Castilla F. C.       | 0-2 | 2-0 | 1-0 | 0-1 | 2-0 |     |

|                                          |
|                                          |
| Campeón Madrid Football Club 19.º título |

|                      |                                   |                    |                           |
| Madrid Football Club | Club Deportivo Nacional de Madrid | Athletic de Madrid | Club Valladolid Deportivo |